# Сюань-ван
Сюань-ван (кит. трад.: 宣王; піньїнь: Xuan) — 11-й володар Китаю з династії Західна Чжоу в 827—782 роках до н. е.

## Життєпис
Походив з правлячого роду Цзі. Син чжоуського володаря Лі-вана. Замолоду після повалення батька у 841 році до н. е. не зміг отримати влади, оскільки ще був живий Лі-ван. Державою керував регент Гун-бо. Лише після смерті батька у 827 році до н. е. Сюань стає новим ваном Китаю.
Сюань-ван опинився в складному становищі, оскільки в цей час посилилися місцеві гуни (на кшталт герцогів), що почали протистояти центральному уряду. Водночас почався тиск кочовників на північні райони держави. 823 року до н. е. битві на річці Хуай (дата достеменна невідома) Сюань-ван зазнав нищівної поразки від племені жун. У 816 році до н. е. війська Чжоу завдали тяжкої поразки племені сяньюнів. Втім боротьба з племенами тривала до 822 року до н. е.
Більш вдалими були дії проти гунів Лу, Вей та Ці, яких зумів на деякий час приборкати. Але з 805 року до н. е. починаються війни між хоу Цзіні, Цзянму і Тао, яку не зміг припинити Сюань-ван. Лише у 790 році до н. е. він зумів приборкати Цзінь.
Причиною загибелі Сюань-вана став конфлікт з Дун Бо, гуном Танду. Останнього було подолано і страчено. Втім, син останнього за підтримки інших гунів влаштував змову проти Сюань-вана, внаслідок чого того було вбито. На престол посаджено його сина Ю-вана.